# 莱萨河畔莱萨
莱萨河畔莱萨，是西班牙拉里奥哈自治区的一个市镇。总面积11平方公里，总人口36人（2001年），人口密度3人/平方公里。